# كوكال أحمر مسود
كوكال أحمر مسود (الاسم العلمي:Centropus nigrorufus) (بالإنجليزية: Sunda Coucal)‏ هو نوع من الطيور يتبع جنس الكوكال من فصيلة طيور الوقواق.